# Austrohahnia
Austrohahnia là một chi nhện trong họ Hahniidae.